# Association négaWatt
A Association négaWatt é um think tank francês com sede em Valence, Drôme. Foi fundada em 2001 para promover o conceito negawatt e a sua aplicação à sociedade francesa. A associação procura reduzir o uso de combustíveis fósseis e de energia nuclear. A sua abordagem baseia-se na conservação de energia, na eficiência energética e na utilização de energias renováveis. Publicou um cenário que detalha um caminho para a eliminação progressiva destas fontes de energia.
A associação reúne especialistas em energia na França, contando principalmente com engenheiros voluntários. Outros especialistas incluem sociólogos, economistas e planeadores urbanos voluntários, que trabalham juntos para criar cenários de transição energética e para sugerir medidas políticas que precisariam de ser tomadas.
A associação négaWatt inspirou iniciativas locais em cidades em transição chamadas "Virage-Énergie", que significa "viragem energética".

## Cenário NégaWatt
O cenário NégaWatt abrange 2012 a 2050. O cenário começa por avaliar as necessidades energéticas para aquecimento, transporte e eletricidade específica, e sugere um caminho de transição. Em seguida, acopla os cenários NégaWatt e Afterterres 2050. A associação Afterres2050 visa o uso de energia na  agricultura e pode avaliar a produção de biomassa, fornecendo ao cenário NégaWatt números realistas.
O cenário emprega o processo energia-para-gás para compensar a natureza intermitente da maioria das energias renováveis. A estabilidade da rede elétrica é garantida com um intervalo de tempo máximo de uma hora. O cenário conclui que estão disponíveis tecnologias comprovadas para efetuar a transição.

## Outros países
Uma organização suíça NégaWatt foi fundada em 2016, com base na francesa.